# گورستان دیو رود بام
گورستان دیو رود بام مربوط به هزاره اول قبل از میلاد است و در شهرستان رودسر، بخش رحیم آباد، روستای دیو رود واقع شده و این اثر در تاریخ ۲ بهمن ۱۳۸۲ با شمارهٔ ثبت ۱۰۷۵۲ به‌عنوان یکی از آثار ملی ایران به ثبت رسیده‌است.